# Иноятов, Амрилло Шодиевич
Амрилло Шодиевич Иноятов (узб. Amrillo Inoyatov; род. 1979, Бухара, УзССР, СССР) — узбекский врач и государственный деятель. Директор Института здоровья и стратегического развития. В прошлом — Министр здравоохранения Республики Узбекистан с 30 декабря 2022 года по 04 января 2024 года. Первый заместитель министра здравоохранения Республики Узбекистан. С июля по 11 ноября 2020 года занимал должность заместитель советника Президента Республики Узбекистан по делам молодёжи, науки, образования, здравоохранение, культура и спорта. С января 2021 года стал Национальным партнёром Всемирной организации здравоохранения (ВОЗ).

## Биография
Родился в 1979 году в Бухаре. В 2001 году закончил Бухарский государственный медицинский институт.
- 2001—2002 — младший научный сотрудник Центральной научно-исследовательской лаборатории Бухарского государственного медицинского института.
- 2006—2008 — ассистент кафедры хирургической стоматологии Бухарского государственного медицинского института
- 2008—2009 — заведующий кафедрой хирургической стоматологии Бухарского государственного медицинского института — заведующий кафедрой науки и новых технологий по совместительству
- 2009—2010 — и. о. декана стоматологического факультета Бухарского государственного медицинского института — заведующий кафедрой хирургической стоматологии по совместительству
- 2010—2012 — заведующий кафедрой хирургической стоматологии Бухарского государственного медицинского института — Начальник отдела по работе с академическими лицеями и профессиональными колледжами по совместительству
- 2012—2014 — декан стоматологического факультета Бухарского государственного медицинского института
- 2014—2015 — декан стоматологического факультета Бухарского филиала Ташкентского государственного стоматологического института
- 2015—2016 — директор Бухарского филиала Ташкентского государственного стоматологического института
- 2016—2017 — декан стоматологического факультета Бухарского государственного медицинского института
- 2017—2020 — ректор Бухарского государственного медицинского института
- Июль-ноябрь 2020 — заместитель советника Президента Республики Узбекистан по вопросам молодежи, науки, образования, здравоохранения, культуры и спорта[5][6]
- С ноября 2020 года — первый заместитель министра здравоохранения Республики Узбекистан[7][8]. С 2021 года — Национальный партнер ВОЗ в Узбекистане[9].
- С 30 декабря 2022 года по 04 января 2024 года — министр здравоохранения Республики Узбекистан.
- В январе 2024 года назначен директором Института здоровья и стратегического развития[10].

## Научная литература
С 2020 года Иноятов является председателем редколлегии журнала «World Medicine Journal»
- Состояние иммунной системы детей раннего возраста с врожденной расщелиной губы и неба (2012 г. март)[12]
- Уровень медиаторов иммунного ответа у детей раннего возраста с врожденной расщелиной губы и неба (Medical and Health Science Magazine, 2012 г.)[13]
- Сравнительная оценка структурно-функциональных изменений тканей пародонта при протезировании металлокерамическими и циркониевыми протезами (International Journal of progressive Sciences and Technologies, 2020 г.)[14]

## Награды
- Орден Саломатлик 1 степени.

## Семья
Отец — Иноятов Шоди Шодиевич (1954 г.р.)

Мать — Истатова Мунира Истатовна (1954 г.р.)

Женат, имеет двоих детей.

Супруга — Иноятова Нилуфар Рахматовна пластический хирург, дерматолог и косметолог (1981 г.р.)

Дочь — Шодиева Малика Амриллоевна (2008 г.р.)

Сын — Иноятов Азизхўжа Амриллоевич (2014 г.р.)